# الدوري الجنوبي لكرة القدم 1934–35
الدوري الجنوبي لكرة القدم 1934–35 (بالإنجليزية: 1934–35 Southern Football League)‏ هو موسم من الدوري الجنوبي الممتاز. فاز فيه نورويتش سيتي.